# Kazushi Hagiwara
Pour les articles homonymes, voir Hagiwara.
Kazushi Hagiwara (萩原 一至, Hagiwara Kazushi) est un auteur de bande dessinée japonaise né le 4 avril 1963  à Nakano dans la préfecture de Tōkyō, au Japon.
Il connaît un succès international avec la série Bastard !! commencée en 1987.

## Biographie
Kazushi Hagiwara commence sa carrière en assistant Dirty Matsumoto (ダーティ松本) sur des mangas hentai, puis Izumi Matsumoto pour le manga Kimagure Orange Road,. Il dessine aussi sur son temps libre et publie deux manga dans Weekly Shonen Jump : Binetsu Rouge (1987) et Virgin Tyrant (1988).
Il fonde le Studio Loud in School et y recrute ses anciens camarades de classe en tant qu'assistants.

## Œuvre

### Manga
- 1987
  - Binetsu Rouge, pré-publié dans Shonen Jump's Summer Special[5]
  - Wizard!! Bakuen no Seifukusha publié chez Shūeisha[5]
- 1988 : Virgin Tyrant pré-publié dans Shonen Jump's Winter Special[5]

### Artbook
- 2004 : Bastard !! Data Book[6], publié en français chez Glénat en 2006

### Anime
- 1992 : Bastard !! (OAV)[5]